# Ain't Nothin' to Get Excited About
Ain't Nothin' to Get Excited About studijski je album britanskog rock sastava Procol Haruma koji izlazi 1997.g. Materijal na albumu snimljen je 1970. i trebao je izaći pod imenom "Liquorice John Death" ali prije 1997. nije nikada izašao.

## Popis pjesama
1. "High School Confidential" –2:17
2. "Kansas City" –3:40
3. "Lucille" –3:21
4. "Brand New Cadillac" –1:37
5. "Matchbox" –2:28
6. "Breathless" –2:59
7. "Everything I Do Is Wrong"3:11
8. "Old Black Joe" –3:07
9. "Shopping for Clothes" –3:33
10. "Well, I..." –6:30
11. "I'm Ready" –2:51
12. "The Girl Can't Help It" –2:07
13. "Keep a Knockin'" –1:24

## Izvođači
- Chris Copping - orgulje, bas-gitara
- B.J. Wilson - bubnjevi
- Robin Trower - gitara
- Gary Brooker - pianino, vokal

- Jack Lancaster - saksofon u skladbama "Shopping for Clothes" i "The Girl Can't Help It"

## Vanjske poveznice
- ProcolHarum.com - Detalji o albumu na službenim internet stranicama Procol Haruma